# Kristers Penkevics
Kristers Penkevics (Tukums, 28 de enero de 2003) es un futbolista letón que juega en la demarcación de centrocampista para el FK Jelgava de la Virslīga.

## Selección nacional
Tras jugar en las categorías inferiores de la selección, finalmente hizo su debut con la selección absoluta de Letonia el 7 de junio contra Azerbaiyán en un partido amistoso que finalizó con un resultado de empate a cero.

## Clubes
| Club           | País    | Año       | Partidos | Goles |
| -------------- | ------- | --------- | -------- | ----- |
| FK Tukums 2000 | Letonia | 2020-2022 | 24       | 0     |
| Valmiera FC II | Letonia | 2022-2025 | 4        | 0     |
| Valmiera FC    | Letonia | 2022-2025 | 36       | 3     |
| FK Jelgava     | Letonia | 2025-     | 24       | 1     |